# Mini-VGA

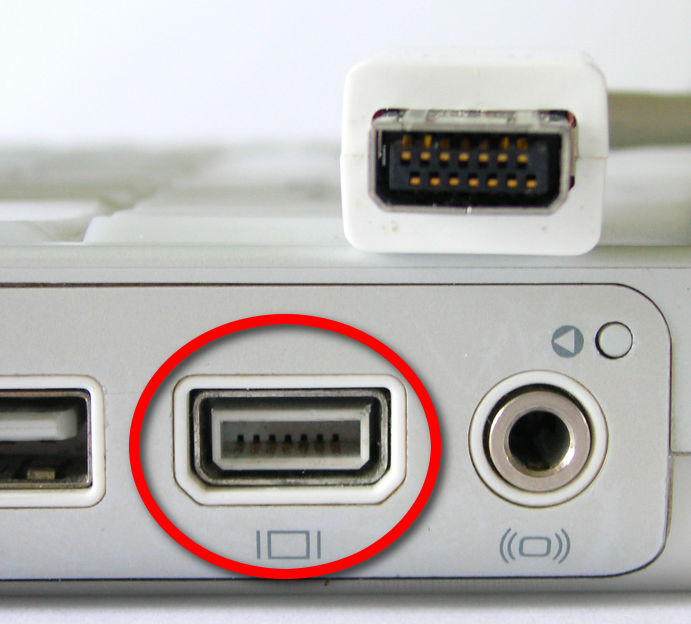
Mini-conector VGA en un iBook

El conector mini-VGA   se utiliza en equipos portátiles y otros sistemas, en lugar del VGA estándar. Además de su tamaño compacto, el puerto mini-VGA también permite una señal Compuesta y S-Video, además de la señal de VGA con EDID (Extended Display Identification Data  ).
Hoy en día, el conector mini DVI ha sustituido el mini-VGA en la mayoría de las máquinas nuevas. Se encuentra principalmente en los portátiles de la marca Apple (iBook e iMac), pero también en algunos fabricados por Sony.

## Especificaciones
Número de pines:
| Pin | Modo VGA       | Modo TV            |
| --- | -------------- | ------------------ |
| 1   | Masa           | Masa               |
| 2   | VSync          | N.C.               |
| 3   | HSync          | N.C.               |
| 4   | Retorno rojo   | Masa               |
| 5   | Vídeo rojo     | S-Video (C)        |
| 6   | Retorno verde  | Masa               |
| 7   | Vídeo verde    | S-Video (Y)        |
| 8   | +5 V           | +5 V               |
| 9   | Vídeo azul     | Vídeo compuesto    |
| 10  | Datos DDC      | Datos DDC          |
| 11  | Reloj DDC      | Reloj DDC          |
| 12  | Masa           | Masa               |
| 13  | Detectar cable | Detección de cable |
| 14  | Retorno azul   | Masa               |